# ویبکه فالک
ویبکه فالک (انگلیسی: Vibeke Falk; ۲۷ سپتامبر ۱۹۱۸ – ۹ اکتبر ۲۰۱۱) هنرپیشه اهل نروژ بود.